# Slabce
Slabce (deutsch Slabetz) ist eine Minderstadt in Tschechien. Sie liegt zwölf Kilometer südlich von Rakovník und gehört zum Okres Rakovník.

## Geographie
Slabce befindet sich im Landschaftsschutzgebiet Křivoklátsko in der Křivoklátská vrchovina. Das Städtchen liegt rechtsseitig des Baches Slabecký potok in einem kleinen Seitental. Nördlich erheben sich die Hůrka (492 m) und die Hůrka (491 m), im Nordosten der Žalkov (434 m), die Kamenná (421 m) und der Valachov (413 m), östlich der Novosedlecký kopec (462 m) und die Malinová hora (436 m), im Südosten der Hájek (431 m) und der Stráž (445 m), südlich der Bílý kámen (421 m), im Südwesten der Čertový kopec (410 m) sowie westlich der Na Vrchu (445 m) und die Stará jedlina (463 m). In Slabce kreuzen sich die Staatsstraße II/233 zwischen Rakovník und Zbiroh und II/201 zwischen Roztoky und Kralovice.
Nachbarorte sind Nová Ves, Panoší Újezd und Skupá im Norden, Malé Slabce, Tyterský Mlýn, Skřivaň und Novosedly im Nordosten, Dvorec, Kovárna, Hracholusky und Hřebečnická Lesárna im Osten, Újezdec, Hřebečníky, Luh, Skryje und Šlovice im Südosten, Slabecký Mlýn, Sadlno, Čilská Rybárna, U Bartoňů, Čilá, Hradiště und Kostelík im Süden, Čertovec, Pod Dubjany, Dubjanský Dvůr, Studená, Chříč, Ovčín und Modřejovice im Südwesten, Lhota, Polanec, Marek, Machův Mlýn und Milíčov im Westen sowie Šípy, Jankovic Mlýn, Krakovec, Svinařov und Rousínov im Nordwesten.

## Geschichte
Die erste Erwähnung von Slabce erfolgte im Jahre 1005, der Ort bestand zunächst nur aus einem Vorwerkshof. Durch die Lage an einem von Regensburg nach Prag führenden Handelsweg entwickelte sich eine Siedlung. Die Kirche wurde vermutlich im Jahre 1109 errichtet. Der erste schriftliche Nachweis über die Existenz eines Dorfes stammt aus dem Jahre 1360. Zu dieser Zeit war Slabce geteilt. Ein Anteil mit dem Vladikensitz und Meierhof gehörte zu den Pürglitzer Lehen und war an den Vasallen Jaroslav von Svinařov verliehen. Besitzerin des anderen Teils war Katharina von Slabce. In den Errichtungsbüchern ist seit 1384 ein Pfarrer in Slabce nachweislich. Zu Beginn des 15. Jahrhunderts besaß Aleš von Vidhostice das gesamte Dorf, er verkaufte es 1405 an Jíra von Roztok auf Krakovec. Im Jahre 1410 erwarb Heinrich Lefl von Lazan zusammen mit der Burg Krakovec auch Slabce.
Nachfolgender Besitzer war Heinrich Boryně von Lhota. Während der Hussitenkriege wurde Slabce gänzlich niedergebrannt, die Pfarre erlosch. Die Boryně von Lhota verkauften den Besitz 1503 an Heinrich Teyrzowsky von Einsiedl (Jindřich Týřovský z Enzidle), der Slabce an seine Herrschaft Týřov anschloss. Für den Freikauf seines Sohnes Georg, der 1526 in der Schlacht bei Mohács in türkische Gefangenschaft geraten war, überschuldete er sich. 1540 erwarb Burian von Vahaneč das Gut Slabce und ließ eine Feste errichten. Diese war bis 1605 Sitz der Herren von Vahaneč, danach erwarb sie Johanna von Újezdeček, geborene Vchinsky auf Modřejovice. Ihr folgte in den 1620er Jahren Lidmila Slepotická, anschließend Wenzel Zeller von Rosenthal, danach dessen Tochter Johanna Eva und deren Mann Johann Anton Mund von Mundfeld. 1684 erbte ihr Sohn Maximilian Rudolf Mund von Mundfeld das Gut, er verkaufte es 1686 an Karl Wančura von Řehnitz auf Krnsko und Pětikozly. Karl Wančura ließ zu Beginn des 18. Jahrhunderts die Feste zu einem Barockschloss umgestalten, er verstarb jedoch im Jahre 1713 noch weit vor dessen Vollendung. Sein Sohn Wenzel Rudolf Ferdinand Wančura ließ den Umbau fortsetzen, musste die Arbeiten jedoch 1735 wegen Überschuldung abbrechen. Das Schloss blieb für 20 Jahre ein unvollendeter Bau mit prachtvollen Räumen im Parterre und im 1. Geschoss, einem unfertigen 2. Geschoss und einem Schindeldach. Im Jahre 1720 wurde in Slabetz wieder eine Pfarre eingerichtet. Nachdem Wančuras Schwager Karl Joseph Hildprandt von und zu Ottenhausen 1754 das Gut Slabetz gekauft hatte, verlegte er seine Residenz von Hořkau nach Slabetz. Er ließ das Schloss 1757 fertigstellen und den Turm anbauen. 1762 erbte sein Enkel Wenzel Karl Hildprandt von und zu Ottenhausen die Herrschaft Slabetz mit den angeschlossenen Gütern. Er gründete 1785 auf emphyteutisierten Gründen das Dorf Teutsch-Slabetz und siedelte deutsche Hopfenbauern an. 1798 erwarb er das Schloss Blatná und übersiedelte dorthin. 1803 folgte als Besitzer der Herrschaft Wenzel Karls Sohn Franz Hildprandt von und zu Ottenhausen, der Slabetz am 3. März 1841 an den k.k. Kämmerer Ferdinand Hildprandt von und zu Ottenhausen verkaufte.
Im Jahre 1843 umfasste die Herrschaft Slabetz eine Nutzfläche von 6716 Joch 1552 Quadratklafter; davon entfielen 1200 Joch 615 Quadratklafter auf das Gut Slabetz mit dem Lehnhof Sadlno, 2355 Joch 718 Quadratklafter auf das Gut Hořkau, 1846 Joch 1482 Quadratklafter auf das Gut Modřowitz sowie 1314 Joch 337 Quadratklafter auf das Gut Rothschloß. Auf ihrem Terrain lebten 3482 überwiegend tschechischsprachige Personen, darunter 23 jüdische Familien; das Dorf Teutsch-Slabetz war deutschsprachig. Erwerbsquelle der Bewohner bildete vor allem die Landwirtschaft. Seit dem Beginn des 19. Jahrhunderts erlangte der Obstbau große Bedeutung; Franz Hildprandt ließ mehrere Baumschulen errichten, um Slabetz entlang der Wege Obstbäume anpflanzen und an Berglehnen Obstgärten anlegen, im Jahre 1825 besaß er ca. 20.000 Obstbäume. Einen weiteren Schwerpunkt bildete die Schafzucht. Die Merinoherde, die größtenteils von der Worliker Stammherde der Fürsten Schwarzenberg abstammte, gehörte zu den edelsten im Königreich Böhmen. Für die Störe (Zuchtböcke) wurden bis zu 2500 Gulden gezahlt. Außerdem wurde auch Bienenzucht betrieben. Die Obrigkeit bewirtschafte die neun Meierhöfe mit Schäfereien Slawetz, Modřowitz, Sadlno, Bor, Swinařen, Hořkau, Neuhof, Krakow und Tittrich. Die Wälder mit einer Fläche von 1391 Joch waren in die Forstreviere Modřowitz, Hořkau und Sadlno eingeteilt. Die größten Gewerbebetriebe waren die herrschaftliche Vitriolsiederei Polonetz im gleichnamigen Wald bei Modřowitz, die dominikale Leinwandbleiche an der Mies bei Kostelik sowie drei herrschaftliche Pottaschesiedereien in Slabetz, Tittrich und Hořkau. Zum Gut Slabetz gehörten die Dörfer Slabetz und Teutsch-Slabetz (Malé Slabce); zum Gut Modřowitz die Dörfer Modřowitz (Modřejovice), Swinař (Svinařov) und Kostelik (Kostelík); zum Gut Hořkau die Dörfer Hořkau (Zhoř), Rausinow (Rousínov), Neudorf (Nová Ves), Skupay (Skupá) und Tittrich; zum Gut Rothschloß die Dörfer Rothschloß und Krakow. Das Dorf Slabetz, auch Slabic bzw. Slobec genannt, bestand aus 57 Häusern mit 488 Einwohnern, darunter drei jüdischen Familien. Unter herrschaftlichem Patronat standen die Pfarrkirche St. Nikolaus, die Pfarrei und die Schule. Im Ort gab es außerdem ein obrigkeitliches Schloss mit Orangerie, Gartenanlagen und dem Amtsdirektorenhaus, einen dominikalen Meierhof mit Schäferei, eine Pottaschensiederei, ein Wirtshaus, eine Mühle sowie eine Ölpresse mit Pferdeantrieb. Abseits lag der Meierhof Sadlno – ein Pürglitzer Lehn – mit einem Waldbereitershaus und einer Schäferei. Slabetz war Pfarrort für Teutsch-Slabetz, Modřowitz, Swinař, Kostelik, Sadlno, Hřebečnik, Nowosedl (Novosedly), Schlowitz (Šlovice) und Klein-Augezd (Újezdec). Im Jahre 1847 kaufte Hugo von Nostitz-Rieneck auf Hřebečnik die Herrschaft und ließ das Schloss im Empirestil umgestalten. Bis zur Mitte des 19. Jahrhunderts war Slabetz das Amtsdorf der Herrschaft Slabetz.
Nach der Aufhebung der Patrimonialherrschaften bildete Slabec / Slabetz ab 1850 mit den Ortsteilen Německé Slabce, Skupá und Svinařov eine Gemeinde im Bezirk Rakonitz und Gerichtsbezirk Rakonitz. Hugo von Nostitz-Rieneck verkaufte 1866 das Gut Slabec mit Horkau, Modrjowitz, Krakov und Sadlno an Alexius von Croÿ-Dülmen und dessen Frau Franziska, geborene Salm-Salm. Skupá und Svinařov lösten sich 1878 los und bildeten eigene Gemeinden. Der Ortsname Slabce wird seit dem Beginn des 20. Jahrhunderts verwendet.
1932 lebten in Slabce mit Německá Slabce 516 Personen. Der Ortsteil Německé Slabce wurde um 1950 in Malé Slabce umbenannt. Zum 1. Jänner 1980 wurden Modřejovice (mit Kostelík), Rousínov (mit Nová Ves), Skupá und Svinařov eingemeindet. Seit 1998 ist Slabce Mitglied und Sitz der Mikroregion Balkán. Slabce besitzt seit dem 29. Mai 2007 den Status eines Městys.

## Gemeindegliederung
Die Minderstadt Slabce besteht aus den Ortsteilen Kostelík (Kostelik, 1939–1945 Kirchlein), Malé Slabce (Deutsch Slabetz), Modřejovice (Modrowitz, 1939–1945 Blauendorf), Nová Ves (Neudorf), Rousínov (Rausin), Skupá (Skupa), Slabce (Slabetz) und Svinařov (Swinarschow). Das Gemeindegebiet gliedert sich in die Katastralbezirke Kostelík, Modřejovice, Rousínov u Rakovníka, Skupá, Slabce und Svinařov. Zu Slabce gehören außerdem die Einschichten Čertovec, Dvorec, Kočkův Mlýn, Ovčín, Polanec, Sadlno, Slabecký Mlýn und U Bartoňů.

## Sehenswürdigkeiten
- Das Schloss Slabce wurde ab 1686 von Karl Wančura von Řehnitz und dessen Sohn anstelle einer mittelalterlichen Feste errichtet und 1757 unter Wenzel Karl Hildprandt vollendet. Nach 1800 musste der Bau wegen seiner schlechten Statik verkleinert werden. In der Mitte des 19. Jahrhunderts erfolgte unter Hugo von Nostitz-Rieneck ein Umbau im Empirestil. Nach dem Zweiten Weltkrieg wurde Alexis Croÿ-Dülmen enteignet und das Schloss verstaatlicht. Zur Schlossanlage gehört eine barocke Orangerie aus der 1. Hälfte des 18. Jahrhunderts und ein 12,5 ha großer Englischer Landschaftspark. 1995 wurde der Park revitalisiert. Im Park befinden sich eine Sala terrena mit vier Heiligenfiguren, eine Statue des hl. Antonius sowie ein Torso der Statue des hl. Johannes von Nepomuk. Im Schloss sind heute das Gemeindeamt, ein Gesundheitszentrum, ein Postamt, eine Bücherei und ein Festsaal untergebracht.
- Kirche des hl. Nikolaus, der ursprünglich romanische Bau wurde vermutlich im Jahre 1109 errichtet. Zwischen 1789 und 1790 erfolgte ihre barocke Umgestaltung, dabei wurde ein Quaderstein mit der Jahreszahl 1109 aufgefunden.
- Friedhofskapelle Himmelfahrt des Herrn, errichtet 1869
- Barocke Statue des hl. Franz de Paula, aus dem 18. Jahrhundert
- Hof Sadlno
- Jüdischer Friedhof, auf der Anhöhe westlich von Svinařov, er wurde von 1830 bis 1928 genutzt
- Kapelle des hl. Prokop in Svinařov
- Kapelle der hl. Maria Magdalena in Kostelík
- Kapelle in Modřejovice
- Kirche Mariä Geburt in Rousínov
- Kapelle in Skupá

## Söhne und Töchter der Gemeinde
- Barbora Nerudová (1795–1869), Mutter von Jan Neruda und langjährige Haushälterin von Joachim Barrande
- Friedrich Goldscheider (1845–1897), Unternehmer
- Otto Hořejší (1857–1937), Maler
- Karel Burian (1870–1924), Tenor, geboren in Rousínov
- František Zuska (1887–1955), Maler, Bildhauer und Medailleur, geboren in Svinařov
- Pravoslav Kotík (1889–1970), Maler und Graphiker
- Květoslav Spurný (1923–1999), Aerosolforscher, geboren in Rousínov